# هیکاتا، چیبا
هیکاتا، چیبا (به لاتین: Hikata) یک منطقهٔ مسکونی در ژاپن است که در کانتو واقع شده‌است. هیکاتا ۸٬۰۴۲ نفر جمعیت دارد.